# Carlos Nunes (futebolista)
Carlos Ferreira da Silva Nunes (20 de dezembro de 1914, Porto —), é um ex-futebolista português que atuava como avançado.

## Carreira
Esteve no FC Porto durante dez temporadas, entre 1932 e 1942. Marcou 129 golos em 178 jogos e venceu no total 11 títulos, incluindo 3 campeonatos.

## Títulos
FC Porto
- 3 Primeira Divisão: 1934–35, 1938–39, 1939–40
- 1 Campeonato de Portugal: 1936–37
- 7 Campeonatos do Porto[1]